# Juan Ponce de León
Juan Ponce de León (født ca. 1460 i Santervás de Campos nær Valladolid, Spanien, død 1521 på Cuba) var en spansk opdagelsesrejsende, conquistador og Puerto Ricos første og femte guvernør. Han var sandsynligvis også den første europæer,  efter vikingerne, som besøgte USA's nuværende fastland. Det skete i 1513 i forbindelse med hans jagt på ungdommens kilde.
Flere steder er senere blevet opkaldt efter Ponce de León, blandt andet byen Ponce i Puerto Rico, Ponce de Leon i Florida og bugten Ponce de Leon Bay i Florida.